# Амазонка
Вижте пояснителната страница за други значения на Амазонка.
Амазонка (на португалски: Rio Amazonas или в горното течение Rio Solimões, преди Rio Orellana) е река в северната част на Южна Америка, смятана за най-голямата в света, защото е най-пълноводната и притежава най-обширния водосборен басейн.
Името ѝ дава нейният откривател Франсиско де Ореляна, който през лятото на 1542 г. с отряда си влязъл в битка с племе от жени-во̀ини и решил, че това са легендарните амазонки. Това е довело до решението му да кръсти реката Амазонка.
Протича през териториите на Перу, Колумбия и Бразилия.

## Общи данни
По много показатели Амазонка е най-голямата река в света – отток, водосборен басейн, ширина и т.н. Спорно е първото ѝ място по дължина: обикновено се смята, че река Нил е малко по-дълга, но периодично излизат сведения, обикновено произхождащи от бразилски или перуански географи, които поставят Амазонка на първо място.

### Дължина на реката и извори
Дължината на реката, по различни данни, е между 6250 и 6800 km. Тя се образува от сливането на Мараньон и Укаяли. Първоначално се приема, че главният ѝ приток е река Мараньон (1415 km), която може да се счита за основен източник на Амазонка въз основа на устието ѝ. Някои географи приемат за начало река Укаяли (1900 km), която се образува от сливането на Тамбо и Урумаба и с тях достига 2738 km. Поради това в някои справочници се приема за най-дълга река Амазонка. Следователно основният източник на река Амазонка е трудно да се определи, така че може да се говори за няколко нейни източника.  За нейно начало, по изследвания от 2007 г., е приет официално потокът Кархуасанта, който извира от ледниците по високия 5597 m връх Невадо Мисми в Андите, Южно Перу, на около 160 km от езерото Титикака и на около 700 km на югоизток от Лима. Картографите смятат, че това е най-далечният от делтата извор в Амазонската речна система. Някои картографи смятат за неин истински извор езерцето Лагуна Макинтайър (15° ю. ш. 71° з. д. / 15.51176° ю. ш. 71.70182° з. д.) на няколкостотин метра под върха, през което потокът преминава, тъй като то е постоянно, а ледниковите води над него пресъхват през сухия сезон.

### Отток и водосборен басейн
Оттокът на Амазонка при устието ѝ е средно около 209 000 m³/s, и над 300 000 m³/s при пълноводие – повече от общия отток на следващите по големина 8 реки заедно, една пета от общия речен отток в Световния океан. Водата в Атлантическия океан срещу делтата ѝ е сладка на разстояние над 100 km от сушата, и е със значително по-ниска соленост до 500 km от сушата. Пълноводието на реката се дължи на екваториалния климат на водосборния ѝ басейн, който носи чести и обилни дъждове. В нея се вливат над 15 000 реки, 30 от които са по-пълноводни от река Дунав. Водните ресурси на реката представляват 18 % от сладководните ресурси на планетата.
Площта на водосборния басейн на Амазонка е приблизително 7 115 000 km² – почти колкото Австралия. Простира се от 5° с. ш. до 20° ю. ш., и от Атлантическия океан до Интер-Андеанското плато, съвсем близо до Тихия океан.
Площта на Амазонка и притоците ѝ варира от около 110 000 km² в сух сезон, до около 350 000 km² при пълноводие. В устието си реката е широка над 300 km. Над нея никъде няма мостове, както заради огромната ширина, така и заради слабата населеност на региона и малкото пътища в него.

### Речна система
Заедно с потока Апачета, Кархуасанта образува Рио Локвета. Реката получава по-надолу по течението си още няколко имена, и след сливането си с още три реки е известна като Рио Апуримак (най-южната река в Перу, отбелязяна на картата вдясно). Протича покрай Куско през серия каньони, дълбоки до 3000 m, и след сливането си с Рио Мантаро се нарича Рио Ене. След сливането ѝ с Рио Перене носи името Рио Тамбо, а след сливането си с Урубамба е известна като Укаяли. Укаяли се слива с Мараньон край град Наута, на около 100 km от Икитос, и реката приема името Амазонка.
Най-големите леви притоци на Амазонка са Рио Негро, Мараньон, Напо и Япура, десни – Мадейра, Тапажос, Жавари, Журуа, Пурус. Особено значителен приток е Рио Негро, който се влива край Манауш. Името на Рио Негро (в превод от испански „Черна река“) идва от факта, че водите на реката изглеждат черни, макар че са изключително чисти. Водите ѝ са бистри, но тъмноцветни и с по-голяма киселинност (pH 4,3 – 4,8). Цветът им се дължи на водните растения в нея и обитаващите я микроорганизми. Това е една от най-пълноводните реки в света. Мястото, където черните води на Рио Негро се вливат в светлите води на Амазонка, представлява истинско зрелище, което местните индианци наричат „Сватбата на реките“.
Река Амазонка, заедно със своите притоци в горните си течения, са със снежно-дъждовен режим, докато в низината преминава в дъждовен. Поради разположението на притоците ѝ от двете страни на екватора, левите и десните притоци са с различен период на пълноводие. Левите, извиращи на север в Еквадорските Анди, са пълноводни от април до юни, а десните, водещи началото си на юг от Боливийските и Перуанските Анди – от декември до февруари. Пълноводието на река Амазонка е в периода между февруари и юли.
Поради големите наклони в горното си течение Амазонка развива интензивно ерозионно действие. В долното си течение, заради малкия наклон от 5 cm/km, реката има голямо акумулационно действие. Образуват се песъчливи брегови валове и голям брой алувиални острови. Всекидневните дъждове и редовните прииждания на Амазонка са причина за наводняването на ниската заливна тераса, докато разположената на 6 – 18 m височина висока заливна тераса се наводнява само при големите прииждания на реката.

### Устие на реката
Амазонка се влива в Атлантическия океан чрез широка делта. Ширината на устието ѝ се изчислява на около 330 km. Това я прави по-широка от цялата дължина на река Темза в Англия.
Реката носи и най-големите наноси на света, вследствие на които е образуван най-големият наносен остров на Земята Маражо, на площ колкото Швейцария.
Определението къде точно започва устието на Амазонка и колко е широко е въпрос на спорове, поради особената география на района. Близо до град Бревис, Пара и Амазонка са свързани със серия от речни канали, наречени фурос. Между тях лежи Маражо, най-големият комбиниран речно-морски остров.
Ако се включат река Пара и остров Маражо, устието на Амазонка е широко 325 km. В този случай, ширината на устието на реката обикновено се измерва от Кабо Норте, нос, разположен източно от Пракууба в бразилския щат Амапа, до Понта да Тийока, близо до град Куруса в щата Пара.
Дори по-традиционното измерване (изключващо устието на Пара) – от устието на река Арагуари до Понта ду Навиу на северния бряг на Маражо, дава на мястото широчина над 180 km. Ако се смята само основният канал на реката, между островите Куруа (щата Амапа) и Януачу (щата Пара), широчината спада до около 15 km.

## Флора и фауна
Амазонка протича през най-голямата и най-богата на флора и фауна горска система в света. Това е най-могъщата екваториална гора на планетата, изсичането на която поражда най-големия екологичен проблем в света. Само за последните 50 години Амазония е загубила почти 1 млн. km² гори. Но и днес те заемат над 5,5 млн. km² и са най-голямата горска система в света.
Достигащата 40 – 60 m многоетажна гора се развива върху оподзолени латерити и алувиално-блатни почви. Най-типични растителни видове са палми, фикуси, папрати, лиани, бразилско каучуково дърво, какаово дърво, банани. Южноамериканската вечнозелена екваториална гора е развита върху незаливните тераси. Горите достигат 60 m височина и са разположени на 10 – 12 етажа. Срещат се много ендемити от терциера. В Западна Амазония горите са най-гъсти и са най-запазени.
Джунглите на Амазонка имат най-впечатляващото биоразнообразие в света. Тук са познати повече от ⅓ от организмите на планетата, като много от тях все още не са познати на науката. Всяка експедиция в амазонските джунгли се връща с непознати новооткрити видове. Амазонските дъждовни гори са дом на над 150 000 вида растения, 1800 вида птици, 450 вида бозайници и др. Най-известни представители на тази уникална екосистема са множеството папагали, от които 26 вида са обединени като амазонски папагали. Сред тях е папагалът ара, един от най-типичните обитатели на амазонската гора и най-големият папагал в света. Други известни видове сред растенията са дървото гигантска сумамейра, достигащо височина над 80 m, огромният брой орхидеи и др. От животинския свят тук се срещат ягуар, пума, оцелот, ягуарунди, тапир, ленивец, птиците тукан, колибри, а също и много видове маймуни. Тук живеят и огромен брой дървесни жаби, сред които е и кокои – най-отровната жаба на света. В отровата на тези жаби индианците топят върховете на стрелите си.
Освен горите, впечатляващо е и биоразнообразието на самата река Амазонка. Най-типичен пример за него са рибите: в Амазонка живеят над 3000 вида риби, или повече, отколкото в целия Атлантически океан. Няма друга река в света с такова разнообразие на видове. Сред рибите най-известни са хищната пираня, най-голямата сладководна риба пираруко – дълга над 4 m, хищната риба речен тигър и електрическата риба. Освен сладководните обитатели в Амазонка се срещат и типични за океаните видове, като амазонски речен делфин, амазонски ламантин и дори акули. Те са привлечени тук от големите размери на реката и изобилието от храна.
Най-опасни сред влечугите са отровните змии, големия черен кайман, един от най-големите крокодили в света и гигантската зелена анаконда, най-голямата змия в света, достигаща дължина над 11 m.
Сред водните растения уникална е гигантската лилия Виктория регия, която е най-голямото водно растение в света – диаметърът ѝ достига до над 2 m. Тя може да издържи товар до 90 kg.

## Местните жители
Басейнът на Амазонка е слабо населен район. Във вътрешността на Амазония живеят множество индиански племена. Много от тях все още живеят по същия начин, по който са живели и преди откриването на Америка: без ток, телефони и напълно откъснати от света. Някои от тях все още ловуват с копия и стрели. Според антрополозите има и народи от района, които никога не са имали контакт с европейците.
В Амазония живеят около 3 милиона индианци, предимно в къщички, направени от дърво, палмови листа и др. в малки села в джунглата. В началото на XX век по отделни части от крайбрежието на реката се появяват градове като Манауш, развили се благодарение на търговията с естествен каучук. Със своите 1 738 641 души (по данни от преброяването през 2009 г.) Манауш е най-големият град в Амазония.

## История
В басейна на Амазонка за пръв път идват хора преди около 10 000 години. Това са живеещите в горите индианци. Първият европеец, достигнал реката, е испанецът Висенте Пинсон през 1500 г. Той достига делтата на реката, но не я изследва. Едва през 1541 г. испанският конкистадор и изследовател Франсиско де Ореляна прави първото пътешествие по Амазонка. Пътуването му започва от река Напо (днес в Еквадор). Ореляна достига делтата на реката и става първият европеец, прекосил Южна Америка от запад на изток, макар и на тежка цена, тъй като много хора от експедицията му загиват поради болести, нападения на диви животни и сблъсъци с индианските племена. След това в региона навлизат само авантюристи, привлечени от златната треска през XVII и XVIII век, но като цяло Амазония не е била колонизирана и е напълно неизследвана.
Първият изследовател, който проучва сериозно региона, е немският изследовател Александър фон Хумболт през 1804 г. Той открива в Амазония много непознати дотогава растения и животни и прави по-подробни описания на областта.
Кабанажен (1835 – 1840), една от най-кървавите регионални войни в Бразилия, насочена основно срещу бялата управляваща класа, намалява населението на щата Пара от около 100 000 до 60 000 души.
Общият брой на населението на бразилската част на басейна на Амазонка през 1850 г. е близо 300 000 души, от които около две трети са европейци и роби, като робите са около 25 000. Основният търговски град на Бразилия на реката, Пара (сега Белен), тогава има население от 10 до 12 000 жители, включително робите. Град Манаос, днешния Манаус в устието на Рио Негро, през тези години е с население между 1 000 и 1 500 души. Всички останали селища, чак до Табатинга на бразилско-перуанската граница, са относително малки.
На 6 септември 1850 г. император Педро II одобрява закон за разрешаване на параходното плаване по Амазонка и възлага на виконта на Мауа (Иринеу Еванджелиста де Соуса) задачата да го приложи на практика. През 1852 г. виконтът организира компанията Companhia de Navegação e Comércio do Amazonas в Рио де Жанейро, като на следващата година тя започва дейност с три малки парахода – Монарх, Маражо и Рио Негро.
Отначало навигацията е основно ограничена по главната река и едва през 1857 г. изменение на договора с държавата задължава компанията да извършва курсове всеки месец между Пара и Манаус (с параходи с товарен капацитет от 200 тона), да отвори втора линия с шест пътувания на година между Манаус и Табатинга, и трета – с две пътувания на месец между Пара и Камета. Това е първата стъпка за отварянето на огромни части от Амазония.
Успехът на начинанието привлича вниманието към възможностите за икономическа експлоатация на реката, и скоро второ дружество открива търговия по Мадейра, Пурус и Негро; трета създава постоянна линия между Пара и Манаус; а четвърта установява, че навигацията по някои от по-малките притоци също е изгодна. През този период и Companhia de Navegação e Comércio do Amazonas увеличава броя на корабите си. В същото време, много частни лица построяват и привеждат в експлоатация собствени малки парни плавателни съдове – както по Амазонка, така и по много от нейните притоци.
На 31 юли 1867 г. правителството на Бразилия, постоянно притискано от морските сили и от страните около горната част на басейна на Амазонка, особено Перу, постановява откриването на корабоплаването по реката за всички страни, но го ограничава до някои определени точки: Табатинга – на Амазонка; Камета – на Токантинс; Сантарен – на Тапажос; Борба – на Мадейра и Манаус – на Рио Негро. Бразилското постановление влиза в сила на 7 септември 1867 г.
Към края на XIX век, отчасти благодарение на търговското развитие, свързано с параходството, съчетано с нарасналото международно търсене на естествен каучук, перуанския град Икитос става процъфтяващ и космополитен търговски център. Редица чуждестранни компании основават представителства в Икитос, откъдето контролират добива на каучук. През 1851 г. градът има население от 200 души, а към 1900 г. населението му вече достига 20 000. През 1860-те години се изнасят едва около 3 000 тона каучук годишно, а към 1911 г. износът е нараснал до 44 000 т, което представлява 9,3% от износа на Перу. По време на каучуковия бум е изчислено, че заболяванията като тиф или малария, привнесени от имигрантите, убиват 40 000 души от местното население в Амазония.Първоначално Бразилия и другите страни от региона държат монопола върху търговията с естествен каучук, но по-късно една английска експедиция успява да пренесе семена на каучуково дърво от Амазония в Югоизточна Азия, с което приключва монополът на южноамериканските страни в търговията с тази ценна стока.
Първата пряка външна търговия с Манаус започва около 1874 г. Местната търговия по реката е осъществявана от английските наследници на Companhia de Navegação e Comércio do Amazonas – Amazon Steam Navigation Company, както и множество малки параходи, принадлежащи на компании и фирми, занимаващи се с търговия с каучук, които плават по Рио Негро, Мадейра, Пурус и други притоци, като например Мараньон и отдалечени пристанища като Наута, Перу.
Към началото на XX век износът от басейна на Амазонка се състои от естествен каучук, какао, бразилски орех и някои други продукти от второстепенно значение, като кожи и екзотични горски продукти (смоли, кори, ценни птичи пера, животни). Изнася се и дървен материал и злато.
Различни изследователи проучват региона в края на 19 и през целия XX век. Много от районите на амазонската гора са много слабо проучени.
Четири века след откриването от европейците на река Амазонка, общата обработваема площ в басейна вероятно е по-малко от 65 km², с изключение на ограничените и грубо обработени площи сред планините на крайните ѝ притоци. Тази ситуация се променя драстично през XX век.
Предпазливи към чуждестранната експлоатация на националните ресурси, бразилските власти през 1940-те години се заемат с развитието на вътрешните области, отдалечени от крайбрежието, където чужденците притежават големи парцели земя. Първоначалният архитект на това развитие е президентът Жетулиу Варгас, като търсенето на каучук от съюзническите войски през Втората световна война предоставя финансирането на идеята.
През 1960-те години строителството на новата столица Бразилия във вътрешността на страната също допринася за отварянето на басейна на Амазонка. Мащабна колонизационна програма довежда семейства от североизточната част на Бразилия в горите на Амазония, окуражени от обещанията за евтина земя. По пътя от Бразилия до Белен се появяват много нови селища, но почвата в дъждовните гори се оказва трудна за култивация.
Все пак, дългосрочните планове за развитие продължават. През горите се изсичат пътища, и през 1970 г. започва работата по мрежата на Трансамазонската магистрала (Transamazônica). Трите водещи магистрали по мрежата са завършени в рамките на десет години, но тя така и не изпълнява предназначението си. Големи части от Трансамазонската магистрала и допълнителните ѝ пътища, например бразилската магистрална система BR-319 (Манаус-Порто Вельо), са изоставени и са непроходими по време на дъждовния сезон. Малките градове и села са разпръснати из горите, и понеже растителността е толкова гъста, някои отдалечени райони все още са неизследвани.
През август 2010 г. Ед Стафърд става първият човек в историята, който извървява цялата дължина на река Амазонка. Неговата експедиция е документирана в книгата „По поречието на Амазонка: 860 дни. Една невъзможна задача. Едно невероятно приключение“ (Вакон, 2013).

## Корабоплаване
Амазонка е корабоплавателна от Атлантическия бряг до Манаус с океански кораби.

## По-големи градове и притоци на Амазонка
На Амазонка се намират много малко градове. Още в началото при изворната река Укаяли се намира Пукалпа. С настоящото си население от 1,8 милиона души, Манаус е най-големият град по Амазонка. Самият град представлява приблизително 50% от населението на бразилския щат Амазонас, който е най-големият щат в Бразилия. Расовото разпределение на града е 64% пардо (мулати и метиси) и 32% бели. Други големи градове на Амазонка са Икитос, Мацапа и Сантарем.
В Амазонка се вливат около 1100 реки, от които 100 са корабоплавателни и 17 са над 1600 km дълги (за сравнение Рейн: 1236 km).

## Основни притоци
| - Бранко - Касикяре - Жапура - Уаляга - Путумайо - Жавари |  | - Журуа - Мадейра - Мараньон - Морона - Нанай - Напо |  | - Рио Негро - Пастаса - Пурус - Тамбо - Тапажос - Тигре |  | - Токантинс - Тромбетас - Укаяли - Шингу - Жапура |

### Списък по дължина
1. 6 259 km до 6 712 km – Амазонка[12]
2. 4 839 (1450) km – Мадейра, Боливия, Бразилия[13]
3. 3 283 km – Журуа, Перу, Бразилия[14]
4. 3 211 km – Пурус, Перу, Бразилия[15]
5. 2 639 km – Токантинс, Бразилия[16] Въздушна снимка на приток на Амазонка
6. 2 627 km – Арагуая, Бразилия (приток на Токантинс)[17]
7. 2 250 km – Рио Негро, Колумбия, Венецуела, Бразилия[18]
8. 2 080 (840) km – Тапажос, Бразилия[19]
9. 2 060 km – Путумайо, Колумбия, Еквадор, Перу, Бразилия
10. 2 036 km – Жапура (Какета), Колумбия, Бразилия[20]
11. 1 870 km – Шингу, Бразилия[21]
12. 1 789 (3 389) km – Маморе, Боливия, Бразилия (дясна съставяща на Мадейра)
13. 1 771 (2 801) km – Укаяли, Перу[22] (дясна съставяща на Амазонка)
14. 1 749 km – Гуапоре, Бразилия, Боливия (приток на Маморе)[23]
15. 1 707 km – Мараньон, Перу (лява съставяща на Амазонка)
16. 1 493 km – Итонамас, Боливия (приток на Гуапоре)
17. 1 454 km – Рио Бранко, Бразилия (приток на Рио Негро)
18. 1 451 km – Телис-Пирис, Бразилия (дясна съставяща на Тапажос)
19. 1 438 km – Рио Гранде, Боливия (дясна съставяща на Маморе)
20. 1 375 km – Уапес, Колумбия, Бразилия (приток на Рио Негро)
21. 1 347 km – Мадре де Диос, Перу, Боливия (приток на Бени)
22. 1 240 km – Журуена, Бразилия (лява съставяща на Тапажос)
23. 1 178 km – Бени, Боливия (лява съставяща на Мадейра)
24. 1 151 km – Ирири, Бразилия (приток на Шингу)
25. 1 138 km – Уаляга, Перу (приток на Мараньон)
26. 1 130 km – Напо, Еквадор, Перу
27. 1 110 km – Арипуанан, Бразилия (приток на Мадейра)
28. 1 056 km – Жавари, Перу, Бразилия
29. 1 050 km – Жутаи, Бразилия
30. 1 030 km – Апуримак, Перу (лява съставяща на Укаяли)
31. 1 006 km – Ята, Боливия

## Подземна река
В Бразилия на дълбочина около 4 000 m е открита най-дългата подземна река в света. Реката, водеща началото си от предпланините на Андите и с дължина 6000 km, се простира от запад на изток към крайбрежието на Атлантическия океан, на практика под басейна на река Амазонка. Научното откритие става обществено достояние през август 2011 г. – след съобщение, направено на заседание на Бразилското геофизично дружество в Рио де Жанейро. Реката неофициално е наречена Хамза (на португалски: Rio Hamza), в чест на учения първооткривател Валия Хамза, роден в Индия, който над 45 години се занимава с изследвания на река Амазонка. Хамза, сътрудник в Националната обсерватория в Рио де Жанейро, открива първата геоложки необичайна и уникална речна система-близнак, протичаща в Бразилия на различни нива на земната кора. Ученият обръща внимание на забавянето на сеизмични вълни, което спомага за откриването на голямо количество вода под земята (първоначално прието за „подземен океан“). Изследвания на температурата на водата обаче, проведено на дълбочина в неработещ нефтен кладенец, открива необичайно (нехарактерно за кладенци от такъв тип) изменение на температурите на водата, което позволява идентифицирането и изучаването на подземна река. В хода на изследването става ясно, че с изключение на посоката си на течение, наземната Амазонка и подземната Хамза имат значително отличаващи се характеристики, най-очевидните от които са широчината и скоростта на потока. Докато широчината на Амазонка варира от един до сто километра, подземната Хамза достига ширина от 200 – 400 km. Освен това скоростта на потока на Амазонка е 5 m/s, а скоростта на Хамза не превишава 1 mm/s. По този начин река Хамза тече крайно бавно на дълбочина около 4000 m под земята, през порести скали, паралелно на Амазонка. По предварителни данни, ширината на Хамза достига 400 km, а истокът ѝ е около 3900 m³/s —това е около 2 % от дебита на Амазонка. Скоростта на течението на Хамза е едва няколко метра на година. Това е по-бавно дори от движението на ледник, така че названието „река“ е доста условно. Хамза се влива на голяма дълбочина в Атлантическия океан. Водите на реката имат високо ниво на соленост.
В случая с подземната Хамза, порестите и водопропускливи седиментни скали изпълняват ролята на „водопроводи“, позволяващи на водата да се спуска на голяма дълбочина. Разломът, лежащ от запад на изток и карстовите форми на релефа, простиращ се покрай северната граница на басейна на река Амазонка, играят определена роля в притока на вода за подземната река. Във връзка с това, че водонепроницаемите геоложки скали на практика възпрепятстват вертикалния поток, наклонът на порестите седиментни скали от запад на изток създава така наречения топографски градиент, който направлява течението на Хамза по посока на Атлантическия океан.